# أورغانك مابس
أورقانك مابس (بالإنجليزية: Organic Maps أوٰرگانك ماپس"الخرائط الحيوية") هو برنامج خرائط وملاحة حر ومفتوح المصدر مجاني يُركّز على الخصوصية والانفتاح يعتمد في خرائطه على منصة أوبن ستريت ماب. أسس البرنامج منشئي برنامج Maps.me قبل أن يُشتري ويتحول لبرنامج مغلق المصدر. يتوفر البرنامج على أندرويد وآي أو أس ولنكس.